# Federico Francesco Saverio di Hohenzollern-Hechingen
Federico Francesco Saverio di Hohenzollern-Hechingen (Maastricht, 31 maggio 1757 – Vienna, 6 aprile 1844) è stato un militare e politico tedesco.
Fu principe di Hohenzollern-Hechingen, burgravio di Norimberga, conte di Sigmaringen e Währingen, feldmaresciallo e presidente del Consiglio di Guerra dell'Imperatore dal 1825 al 1830.

## Biografia
Federico Francesco Saverio di Hohenzollern-Hechingen era il figlio minore del Principe Francesco Saverio e di sua moglie, Anna Maria Bernardina di Hoensbroech e nacque al Castello di Geulle presso Maastricht.
Sin da piccolo Federico Francesco Saverio venne preparato dal padre alla vita militare in quanto egli era già Feldmaresciallo dell'esercito imperiale.
A 18 anni egli venne inviato nell'esercito olandese, ma dopo appena un anno optò per l'esercito austriaco entrando nel 4º reggimento di corazzieri coi quali partecipò alla guerra di successione bavarese del 1778/1779. Dopo la pace di Teschen venne promosso Maggiore del reggimento di corazzieri "Nassau". Durante la guerra turca tra il 1787 ed il 1792 egli partecipò agli scontri col feldmaresciallo Bellegarde e venne infine promosso Colonnello Luogotenente, assurgendo nel 1793 al grado di Colonnello del reggimento di corazzieri comandato dal conte Kavanagh. Con questo corpo egli si recò nei Paesi Bassi e partecipò alla battaglia di Neerwinden.
Nel 1796 venne promosso Maggiore Generale e venne destinato all'Italia settentrionale sotto il comando del generale austriaco Jean Pierre Beaulieu. Il 12 novembre 1796 sconfisse Napoleone nella battaglia di Caldiero.
Successivamente venne sconfitto assieme al generale Giovanni Provera mentre egli tentava di assediare la fortezza di Mantova con quattro delle proprie divisioni, atto contro il quale più volte l'Hohenzollern-Hechingen si era opposto ma che aveva infine dovuto condurre per volere dei suoi superiori. Malgrado la sconfitta subita, però, per il valore dimostrato il 29 aprile 1797 ricevette la croce di Cavaliere dell'Ordine Militare di Maria Teresa.
Dopo la pace del 1798 egli ottenne il comando delle truppe di stanza a Treviso e Belluno e dal 1799 ottenne anche il comando delle armate a Venezia, sotto il comando del Feldmaresciallo Secondo Luogotenente Paul Kray. Nelle guerre della seconda coalizione egli coprì la ritirata alle truppe austriache dopo la battaglia di Verona, pur rientrando poco dopo a Milano trionfante il 24 maggio 1799. Poco dopo combatté contro Jacques MacDonald a Modena, venendo sconfitto e costretto alla ritirata dal generale francese. Pochi giorni dopo, ebbe la sua rivincita, partecipando alla battaglia della Trebbia. Dopo questi atti venne promosso Feldmaresciallo Secondo Luogotenente.
Rimasto in Italia dopo la partenza di Suvorov, partecipò a diverse operazioni, venendo solitamente impiegato per sorvegliare ed occupare il passo della Bocchetta, come fatto durante la battaglia di Torriglia e durante le operazioni austriache dell'aprile 1800. Per il breve periodo in cui Genova fu sotto il controllo austriaco nel 1800, fu egli a governare la città. Negli ultimi giorni di dicembre 1800, prese parte anche alla battaglia del Mincio.
Dopo la pace di Lunéville venne nominato Consigliere Segreto dell'Imperatore nell'autunno del 1804. Nelle guerre della terza coalizione antinapoleonica, con la battaglia di Ulma, fu a capo di parte delle armate che sfondarono nelle linee nemiche, ma anche quando le armate sembravano ormai piegate ad arrendersi, egli trovò il modo di sfuggire all'accerchiamento, salvando buona parte dei propri uomini.
Nel 1809 partecipò alla battaglia di Teugn-Hausen, ricevendo la croce di Commendatore dell'Ordine Militare di Maria Teresa.
Dopo la battaglia di Aspern combattuta a fianco del figlio, il 31 luglio 1809 venne nominato Generale di cavalleria, passando successivamente alla guida dell'amministrazione della Galizia.
Durante le guerre di liberazione 1814/1815 egli divenne comandante del Secondo Corpo d'armata tedesco nel Württemberg ed in Svizzera. Il suo ultimo combattimento si tenne a Strasburgo nel 1815 quando fu a capo dei 24.000 del generale Rapp.
Nel 1825 venne nominato presidente del Consiglio Aulico di Guerra. Nel 1826 divenne Cavaliere dell'Ordine del Toson d'Oro e il 18 settembre 1830 fu promosso feldmaresciallo, il giorno stesso in cui abbandonò le sue incombenze di presidente del Consiglio Aulico di Guerra.

## Matrimonio e figli
Il 22 gennaio 1787 sposò Maria Theresia von Wildenstein (1763-1835), dalla quale ebbe i seguenti eredi:
- Federico Francesco Antonio (3 novembre 1790, Rakovnik (Rakonitz), Boemia - 14 dicembre 1847, Piestany (Pistyan)), sposò nel 1839 Carolina di Hohenzollern-Sigmaringen (1810-1885), figlia di Carlo di Hohenzollern-Sigmaringen (1785-1853)
- Giulia Federica (27 maggio 1792, Brandys - 1º luglio 1864, Illenau)
- Federico Adalberto (18 maggio 1793, Praga - 10 ottobre 1819, Vienna)
- Giuseppina Federica (7 luglio 1795 - 24 gennaio 1878, Troppau), sposò nel 1826 il Conte Felix Vetter von der Lilie

## Ascendenza
|                                                      |                                        |                                                               | Genitori                                               |  |  | Nonni |  |  | Bisnonni                          |  |  | Trisnonni                                  |  |
|                                                      |                                        |                                                               |                                                        |  |  |       |  |  | Filippo di Hohenzollern-Hechingen |  |  | Giovanni Giorgio di Hohenzollern-Hechingen |  |
|                                                      |                                        |                                                               |                                                        |  |  |       |  |  | Filippo di Hohenzollern-Hechingen |  |  | Giovanni Giorgio di Hohenzollern-Hechingen |  |
|                                                      |                                        | Francesca di Salm-Neufville                                   |                                                        |  |  |       |  |  | Filippo di Hohenzollern-Hechingen |  |  |                                            |  |
| Ermanno Federico di Hohenzollern-Hechingen           |                                        |                                                               |                                                        |  |  |       |  |  | Filippo di Hohenzollern-Hechingen |  |  |                                            |  |
|                                                      |                                        | Maria Elisabetta di Berg ’s-Heerenberg                        | Enrico di Berg ’s-Heerenberg                           |  |  |       |  |  |                                   |  |  |                                            |  |
|                                                      |                                        | Maria Elisabetta di Berg ’s-Heerenberg                        | Enrico di Berg ’s-Heerenberg                           |  |  |       |  |  |                                   |  |  |                                            |  |
|                                                      |                                        | Maria Elisabetta di Berg ’s-Heerenberg                        | Erbin di Bergen op Zoom                                |  |  |       |  |  |                                   |  |  |                                            |  |
| Francesco Saverio di Hohenzollern-Hechingen          |                                        | Maria Elisabetta di Berg ’s-Heerenberg                        |                                                        |  |  |       |  |  |                                   |  |  |                                            |  |
|                                                      |                                        | Francesco Alberto di Oettingen-Spielberg                      | Giovanni Francesco di Oettingen-Spielberg              |  |  |       |  |  |                                   |  |  |                                            |  |
|                                                      |                                        | Francesco Alberto di Oettingen-Spielberg                      | Giovanni Francesco di Oettingen-Spielberg              |  |  |       |  |  |                                   |  |  |                                            |  |
|                                                      |                                        | Francesco Alberto di Oettingen-Spielberg                      | Ludovica Rosalia Attems                                |  |  |       |  |  |                                   |  |  |                                            |  |
| Giuseppa di Oettingen-Spielberg                      |                                        | Francesco Alberto di Oettingen-Spielberg                      |                                                        |  |  |       |  |  |                                   |  |  |                                            |  |
|                                                      |                                        | Johanna Margarethe von Schwendi zu Hohenlandsberg und Camberg | Franz Ignaz von Schwendi zu Hohenlandsberg und Camberg |  |  |       |  |  |                                   |  |  |                                            |  |
|                                                      |                                        | Johanna Margarethe von Schwendi zu Hohenlandsberg und Camberg | Franz Ignaz von Schwendi zu Hohenlandsberg und Camberg |  |  |       |  |  |                                   |  |  |                                            |  |
|                                                      |                                        | Johanna Margarethe von Schwendi zu Hohenlandsberg und Camberg | Maria Margarete Fugger zu Kirchberg und Weissenhorn    |  |  |       |  |  |                                   |  |  |                                            |  |
| Federico Francesco Saverio di Hohenzollern-Hechingen |                                        | Johanna Margarethe von Schwendi zu Hohenlandsberg und Camberg |                                                        |  |  |       |  |  |                                   |  |  |                                            |  |
|                                                      | Philipp Wilhelm Conrad von Hoensbroech | …                                                             |                                                        |  |  |       |  |  |                                   |  |  |                                            |  |
|                                                      | Philipp Wilhelm Conrad von Hoensbroech | …                                                             |                                                        |  |  |       |  |  |                                   |  |  |                                            |  |
|                                                      | Philipp Wilhelm Conrad von Hoensbroech | …                                                             |                                                        |  |  |       |  |  |                                   |  |  |                                            |  |
| Hermann Otto von Hoensbroech                         | Philipp Wilhelm Conrad von Hoensbroech |                                                               |                                                        |  |  |       |  |  |                                   |  |  |                                            |  |
|                                                      |                                        | Anne Bernardina di Limburg-Stirum                             | Maurizio di Limburg-Stirum                             |  |  |       |  |  |                                   |  |  |                                            |  |
|                                                      |                                        | Anne Bernardina di Limburg-Stirum                             | Maurizio di Limburg-Stirum                             |  |  |       |  |  |                                   |  |  |                                            |  |
|                                                      |                                        | Anne Bernardina di Limburg-Stirum                             | Maria Bernardina di Limburg-Stirum                     |  |  |       |  |  |                                   |  |  |                                            |  |
| Anna von Hoensbroech                                 |                                        | Anne Bernardina di Limburg-Stirum                             |                                                        |  |  |       |  |  |                                   |  |  |                                            |  |
|                                                      |                                        | Johann Henirich van Tzevel                                    | Johann Adam van Tzevel                                 |  |  |       |  |  |                                   |  |  |                                            |  |
|                                                      |                                        | Johann Henirich van Tzevel                                    | Johann Adam van Tzevel                                 |  |  |       |  |  |                                   |  |  |                                            |  |
|                                                      |                                        | Johann Henirich van Tzevel                                    | Theresia Kinsky von Wchinitz und Tettau                |  |  |       |  |  |                                   |  |  |                                            |  |
| Anna Marie Juliana Félicité van Tzevel               |                                        | Johann Henirich van Tzevel                                    |                                                        |  |  |       |  |  |                                   |  |  |                                            |  |
|                                                      |                                        | Anna Marie von Knabenau                                       | Friedrich von Knabenau                                 |  |  |       |  |  |                                   |  |  |                                            |  |
|                                                      |                                        | Anna Marie von Knabenau                                       | Friedrich von Knabenau                                 |  |  |       |  |  |                                   |  |  |                                            |  |
|                                                      |                                        | Anna Marie von Knabenau                                       | Margaretha Elizabeth von Wrangell                      |  |  |       |  |  |                                   |  |  |                                            |  |
|                                                      |                                        | Anna Marie von Knabenau                                       |                                                        |  |  |       |  |  |                                   |  |  |                                            |  |